# John Marshall Hamilton
Pour les articles homonymes, voir John Hamilton et Hamilton.
John Marshall Hamilton, né à Richmond le 28 mai 1847 et mort à Chicago le 22 septembre 1905, est un homme politique américain et ancien gouverneur républicain de l'Illinois.

## Biographie
Il est admis au barreau en 1870 et est élu sénateur en 1876 puis président du Sénat en 1879. Lieutenant-gouverneur républicain (1880-1883), il est gouverneur de l'Illinois de 1883 à 1885. 